# Potoky
Potoky es un municipio del distrito de Stropkov en la región de Prešov, Eslovaquia, con una población estimada a final del año 2024 de 82 habitantes.
Se encuentra ubicado al noreste de la región, cerca del río Ondava (cuenca hidrográfica del río Tisza) y de la frontera con  Polonia.

## Demografía
| Año        | 1994 | 2004    | 2014    | 2024     |
| ---------- | ---- | ------- | ------- | -------- |
| Población  | 102  | 92      | 93      | 82       |
| Diferencia |      | −9,80 % | +1,08 % | −11,82 % |

| Año        | 2023 | 2024    |
| ---------- | ---- | ------- |
| Población  | 83   | 82      |
| Diferencia |      | −1,20 % |